# Valentin Perrin-Lasfargues
Valentin Perrin-Lasfargues dit également Valentin Perrin de Lafargue ou Perrin de Viviez, est un homme politique français né le 12 mai 1750 à Viviez (Aveyron) et mort le 25 mai 1830 au même lieu.

## Biographie
Issue d'une famille de la bourgeoisie du Rouergue, il est le fils de Jean François Perrin (1728-1794), avocat en parlement et co-seigneur d'Aubin. Il est le frère cadet de Jean-François Perrin de Rosier.
Homme de loi, juge de paix et conseiller général, il est élu député de l'Aveyron au Conseil des Cinq-Cents le 24 vendémiaire an IV. Favorable au coup d'État du 18 Brumaire, il est nommé juge au tribunal civil de Villefranche-de-Rouergue en 1800. 

## Sources
- « Valentin Perrin-Lasfargues », dans Adolphe Robert et Gaston Cougny, Dictionnaire des parlementaires français, Edgar Bourloton, 1889-1891 [détail de l’édition]